# ریناتو سانتوس
ریناتو سانتوس (به پرتغالی: Renato dos Santos) مدافع اهل برزیل است که در شهر سائو برناردو دو کامپو و در تاریخ ۳۰ ژانویهٔ ۱۹۸۷ به دنیا آمده‌است.
ریناتو سانتوس در تیم‌های فوتبال کورینتیانس سابقهٔ حضور دارد.